# Equilibrium (album d'Erik Mongrain)
Pour les articles homonymes, voir Equilibrium.
Albums de Erik Mongrain
Fates Forward

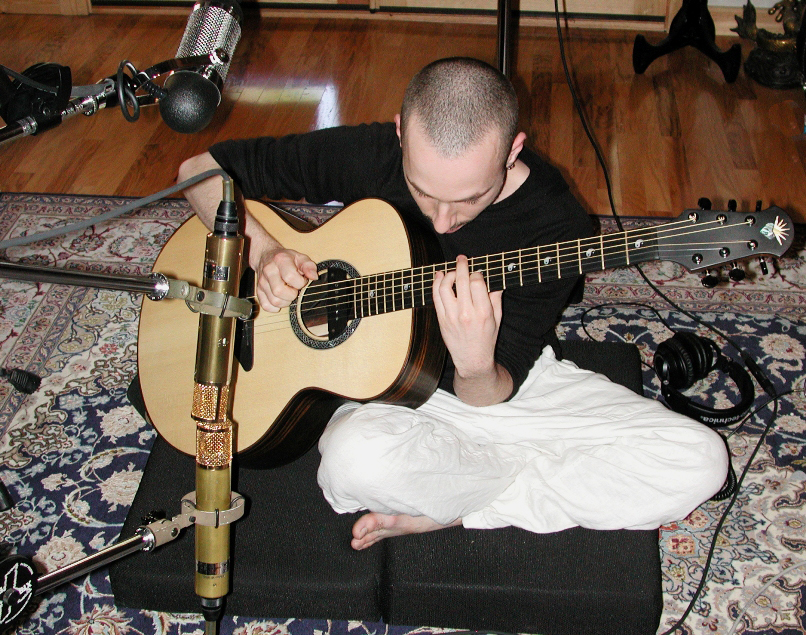
Erik Mongrain lors de l'enregistrement de l'album Equilibrium au studio de Paul Reed Smith.

Equilibrium est le deuxième album du jeune guitariste québécois Erik Mongrain. Sorti prévue en octobre 2008, il contient des pièces incontournables de l'artiste, telles que Maelström, The Silent Fool, A Ripple Effect ou Equilibrium, la pièce titre de l'album. Enregistré dans le studio personnel de Paul Reed Smith, Mongrain est entouré de musiciens tels que Michael Manring (Basse fretless) et Bill Plummer (synthétiseur).
La pochette de l'album fait référence à l'équilibre naturel, dessiné par Yan Mongrain, frère du guitariste.

## Listes des pistes
| No | Titre                           | Durée |
| -- | ------------------------------- | ----- |
| 1. | A Ripple Effect                 | 2:22  |
| 2. | Alone In The Mist               | 5:24  |
| 3. | Equilibrium ? Extrait [Fiche]   | 5:06  |
| 4. | Muse ? Extrait [Fiche]          | 5:17  |
| 5. | The Silent Fool                 | 4:20  |
| 6. | Pandora's Box ? Extrait [Fiche] | 4:07  |
| 7. | Eon's Illusion                  | 4:09  |
| 8. | Raindigger                      | 4:03  |
| 9. | Maelström                       | 5:31  |

## Traduction et signification des pistes
(Tiré du livret CD, écrit de la main de Mongrain)
1. A Ripple EffectJ'ai un esprit hyperactif. Je n'ai pas d'interrupteur pour le fermer. Une pensée menant à une autre, il n'y a pas de fin.
2. Alone In The MistC'est ce que je ressens quand quelque chose ou quelqu'un déclenche l'ultime solitude intérieure.
3. EquilibriumUne ode à l'équilibre et au déséquilibre de la vie, de la nature humaine et de la planète. Le Yin-Yang de la vie.
4. MuseUne histoire d'amour qui devrait être, mais qui ne peut pas être.
5. The Silent FoolPour tous les moments dans la vie où j'ai parlé trop vite, d'une façon stupide ou incontrôlable. Vivre avec des regrets... c'est dur ! Quelques fois, j'aimerais être muet.
6. Pandora's BoxLorsque vous recevez une nouvelle guitare, il y a toujours une certaine magie à la découvrir, à savoir comment elle sonne à la suite des différents mouvements que l'on peut imaginer. Bien que vous l'ayez essayé en premier lieu, reste qu'on ne sait jamais exactement ce qui nous attend. Comme une boîte de pandore, n'importe quoi peut en sortir !
7. Eon's IllusionUne minute peut être une éternité. C'était une période de ma vie où j'ai dû attendre pour une guitare en construction et pour mon appartement en rénovation. J'ai eu l'impression que cette période a duré une éternité mais maintenant, avec le recul, cette attente n'était pas si difficile ! L'illusion du temps est curieuse...
8. RaindiggerIl y a des moments dans la vie où l'on tente de rejoindre quelqu'un ou quelque chose qui, on le sait, restera toujours hors de notre portée, indépendamment de la vitesse à laquelle on court. Essayez de vous visualiser, courant avec abandon dans la nuit, votre corps fouetté par le vent et la pluie, essayant d'atteindre une parcelle de votre but...
9. MaelströmAvez-vous déjà été confondu par l'amour et tous les choix qu'il peut vous faire subir ? La confusion, tel un maelström, peut et va, probablement, avaler tout sur son passage... y compris une partie de votre santé mentale !